# Libor Capalini
Libor Capalini (* 30. Januar 1973 in Hořovice) ist ein ehemaliger tschechischer Pentathlet.

## Leben
Libor Capalini erzielte international seinen ersten großen Erfolg mit der Vizeweltmeisterschaft im Einzel im Jahr 1999. Seine einzige weitere Einzelmedaillen bei Weltmeisterschaften gewann er mit Bronze 2004. Mit der Mannschaft gewann er 2002, 2004 und 2005 Silber sowie 2003, 2006 und 2007 Bronze. In der Staffel sicherte er sich außerdem 2005 eine weitere Bronzemedaille.
Er nahm 2004 an den Olympischen Spielen in Athen teil, wo er mit 5392 Punkten den dritten Rang belegte und somit Bronze gewann.
Seinen letzten internationalen Wettkampf bestritt er 2010.